# Eva Sršen
Eva Sršen, född 1951 i Ljubljana, är en slovensk sångerska.
Hon är mest känd för att ha representerat Jugoslavien i Eurovision Song Contest 1970 med bidraget Pridi, dala ti bom cvet. Hon uppnådde då en elfteplats. Denna och efterkommande singeln Ljubi ljubi, ljubi sålde bra i Jugoslavien.
Sršen deltog även i den jugoslaviska uttagningen 1974 med bidraget Lepa Ljubezen, då hon kom på niondeplats av tolv bidrag. Därefter försvann hon mer eller mindre från musikindustrin, även om hon fortfarande uppträder i Slovenien.